# Mae Nak Phra Khanong

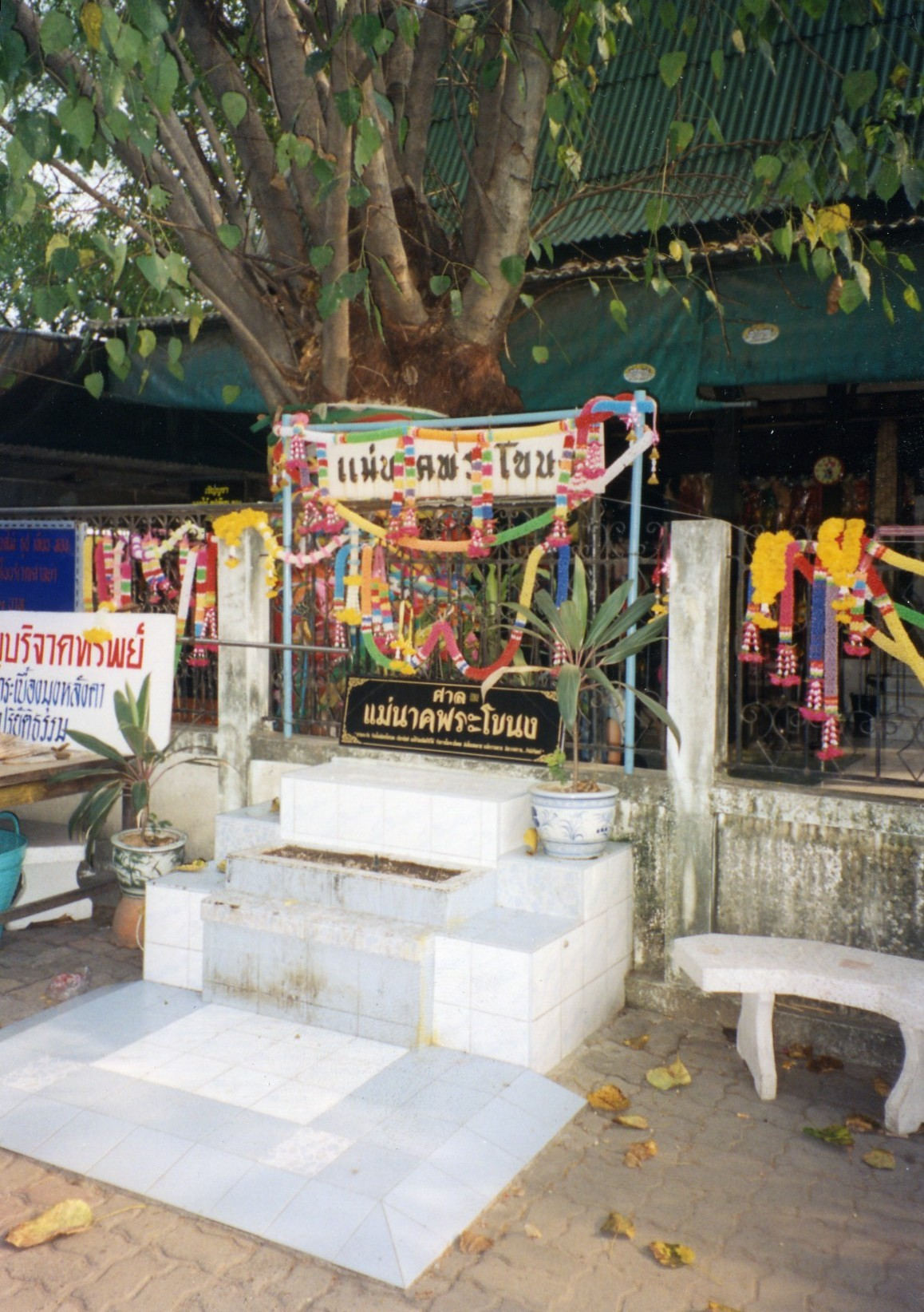
Bên ngoài đền thờ Mae Nak Phra Khanong.

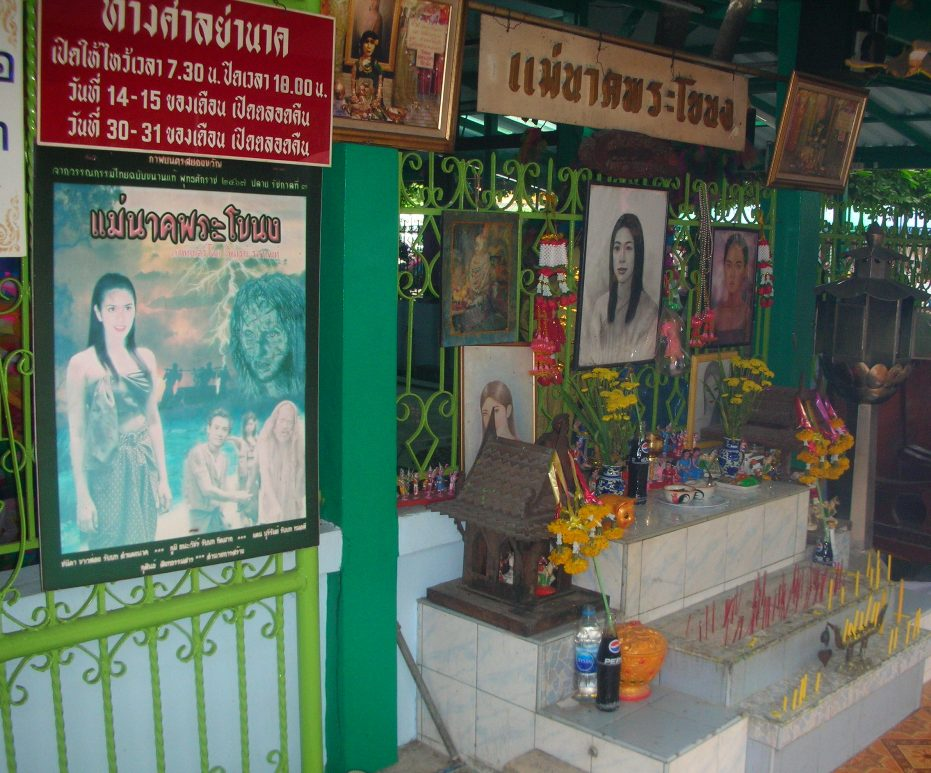
Bên trong đền thờ Mae Nak Phra Khanong, một phần đền đối diện với con kênh.

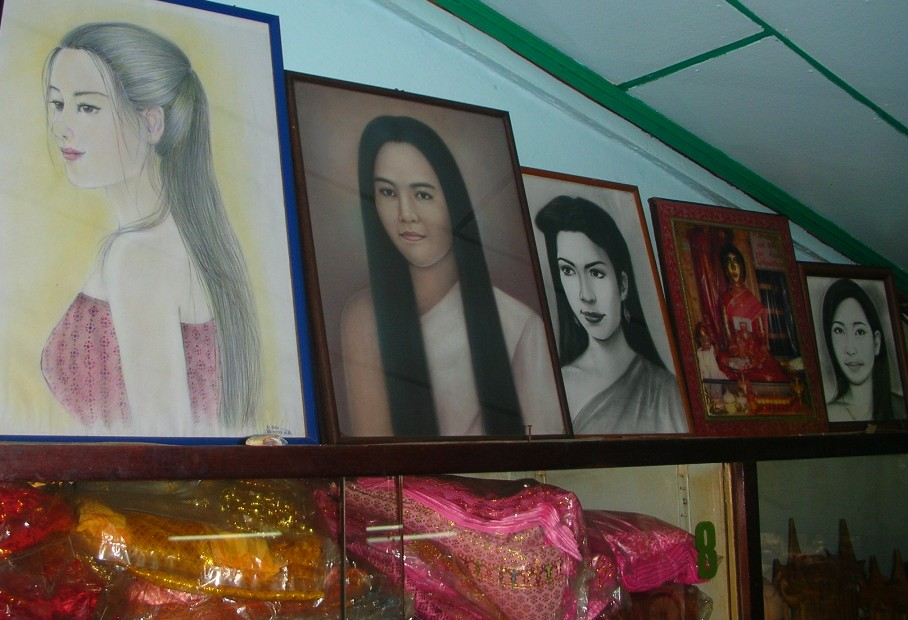
Các vật phẩm ở trong đền: Tranh ảnh và quần áo của Mae Nak đặt trong tủ kính.

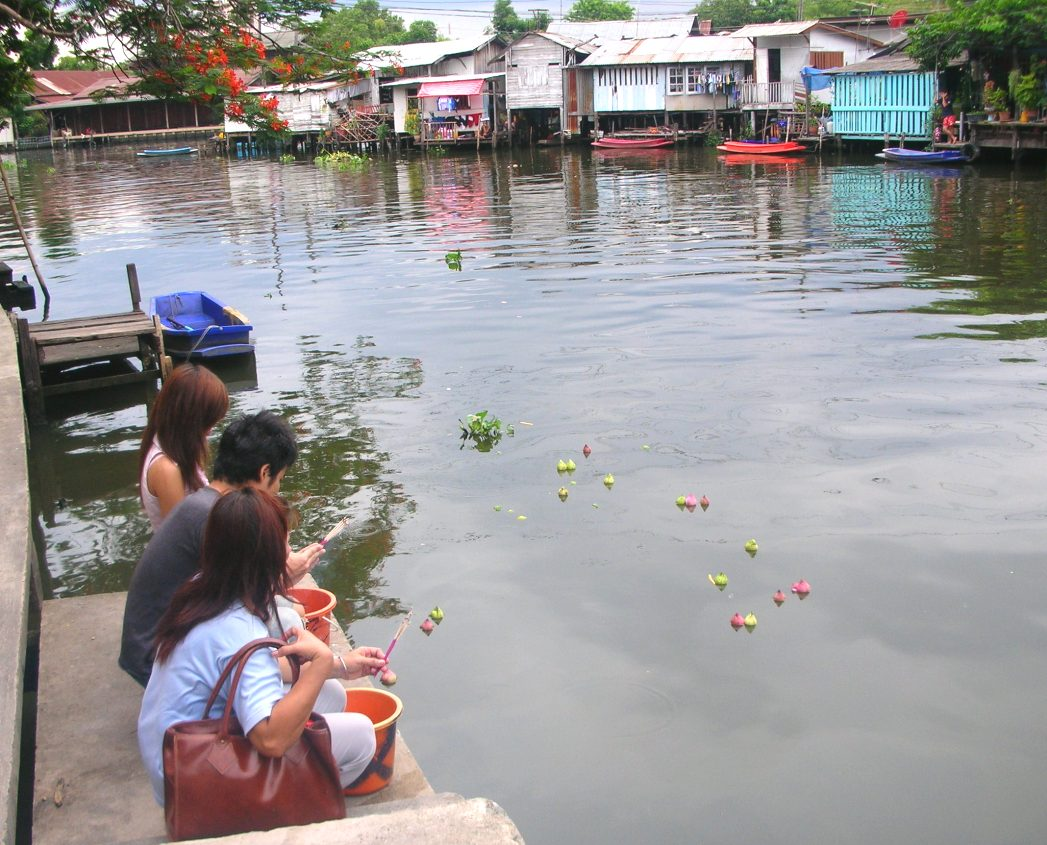
Hoa/bông sen và cá sống được phóng sinh xuống kênh Phra Khanong.

Mae Nak Phra Khanong (tiếng Thái: แม่นากพระโขนง, phát âm tiếng Thái: [Me-nắk Phra Kha-noỏng]); "Mae" (แม่) trong tiếng Thái dịch là mẹ - chỉ người phụ nữ mang thai, sinh ra và nuôi lớn đứa trẻ. Mae Nak còn được gọi là "Nàng Nak của Phra Khanong"), hoặc đơn giản là Mae Nak (tiếng Thái: แม่นาก, "Nàng Nak") hay Nang Nak (tiếng Thái: นางนาก, "Cô Nak"), là một hồn ma nổi tiếng ở Thái Lan. Theo dân gian, đó là một câu chuyện dựa trên một sự kiện có thật xảy ra vào những năm đầu của thế kỷ 19.

## Lịch sử
Người ta cho rằng mỗi người dân Thái đều biết đến câu chuyện về Mae Nak, và hầu hết cư dân ở Bangkok đều biết đến sự hiện diện của ngôi miếu thờ Mae Nak, nó nằm cạnh một con kênh tại quận Pra Khanong, Bangkok. Nhiều tác phẩm nghệ thuật đã lấy cảm hứng từ Mae Nak, một vài trong số đó đã tạo nên sức hút lớn cho khán giả, điều đó thể hiện mối quan tâm đặc biệt của người dân Thái đối với câu chuyện về Mae Nak.

## Cốt truyện
Không có bằng chứng lịch sử chắc chắn về sự tồn tại của câu chuyện. Tuy nhiên, hầu hết người Thái có xu hướng tin rằng câu chuyện về Mae Nak là có thật, hoặc ít nhất là một số chi tiết. Theo truyền thuyết, chuyện xảy ra trong thời gian trị vì của vua Rama IV (1851 - 1868) hoặc vua Rama III (1841-1851). Có một cô gái trẻ xinh đẹp tên là Nak sinh ra tại huyện Phra Khanong thuộc Bangkok, xuất thân của cô là con gái của một vị trưởng xã. Cô cùng lớn lên và yêu một chàng trai tuấn tú tên Mak, nhưng vì Mak quá nghèo, nên người cha giàu có và đầy quyền lực của cô đã ngăn cấm hai người yêu nhau. May mắn thay, cuối cùng họ cũng trở thành vợ chồng.
Khi Nak có bầu, Mak bị gọi đi lính để ra chiến trường trong khi vợ anh phải sống một mình (một số phiên bản thì gọi đây là cuộc chiến tranh chống lại người Shan, các bản khác không nói rõ), anh bị thương nặng trong khi chiến đấu nhưng may mắn thoát chết. Trong khi Mak đang được chăm sóc vết thương để có thể trở lại quê nhà, Nak và đứa bé trong bụng đã chết khi cô cố gắng sinh con. Hai mẹ con sau đó được dân làng chôn cất theo tập tục của địa phương. Nhưng vì tình yêu vô hạn dành cho người chồng, linh hồn của Nak vẫn loanh quanh ở nhà, cô chờ đợi Mak. Khi Mak về tới nhà, anh vui mừng gặp lại vợ và đứa con mới chào đời. Biết chuyện, hàng xóm và mọi người đã cố gắng cảnh báo rằng Mak đang sống với một con ma và rằng vợ con anh đã chết từ lâu, nhưng Mak không tin chuyện đó và anh vẫn tiếp tục sống với vợ mình như trước đây.
Một ngày nọ, Nak đang chuẩn bị món nước chấm trước bữa ăn, bất thình lình, cô làm rơi một trái chanh (cũng có bản nói là con dao) ra ngoài hiên nhà. Trong lúc vội vã, cô đã kéo dài cánh tay của mình ra ngoài hiên để nhặt trái chanh ở xa dưới đất. Mak nhìn thấy cảnh tượng kỳ dị đó và cuối cùng cũng nhận ra người vợ của mình là một con ma. Quá sợ hãi, Mak cố gắng tìm mọi cách để chạy trốn mà không để cho Nak biết.
Một buổi tối nọ, Mak nói với vợ anh phải xuống nhà để đi tiểu. Thoát khỏi vợ, anh nhanh chóng chạy vào trong bóng đêm. Khi phát hiện chồng mình đã chạy trốn, Nak quyết định đuổi theo bắt anh quay về. Mak thấy vợ và cố che thân mình bằng cách núp sau một bụi Đại bi (Nat; หนาด). Theo dân gian Thái, ma quỷ rất sợ chạm phải lá Đại bi.
Trong sự đau khổ tột cùng, Nak đã nguyền rủa tất cả dân làng tại Phra Khanong, cô giận dữ vì cho rằng chính họ là nguyên nhân khiến Mak rời bỏ cô, cô giết bất cứ người nào ngăn cản cô và Mak sống với nhau. Dân làng đã rất sợ hãi và cuống cuồng tìm kiếm nhiều vị pháp sư giúp đỡ. Có phiên bản nói rằng Mak tái hôn sau cái chết của Nak. Nak ghen tuông và rất tức giận, cô tìm cách phá phách cặp vợ chồng mới cưới. Một tình tiết quan trọng được nhắc đến tất cả các phiên bản là Mak đã chạy tới chùa Wat Mahabut, và anh được che chở bởi một nơi rất linh thiêng, ma quỷ không thể xâm phạm được. Sau đó, hồn ma của Nak bị một vị pháp sư đầy quyền năng thu phục. Ông nhốt cô vào một cái bình bằng đất nung và ném xuống một con kênh. Có nhiều đoạn kết khác nhau của câu chuyện, một trong số đó kể rằng một cặp vợ chồng ngư dân nọ mới chuyển đến sống ở Phra Khanong không biết chuyện hồn ma của Nak, trong lúc bắt cá họ đã tìm thấy chiếc bình đất nọ và tò mò xem có gì ở trong đó. Nak được giải thoát khi họ cố mở nắp chiếc bình.
Tuy nhiên, Nak lại bị thu phục một lần nữa bởi nhà sư Somdej Toh, vị sư được kính trọng nhất đất nước Thái lúc bấy giờ. Để chế ngự hồn ma Nak, ông đã cắt một phần trán của cô để gắn vào dây lưng của mình và đeo nó cho đến cuối đời. Truyền thuyết cho rằng chiếc dây thắt lưng hiện đang thuộc sở hữu của gia đình hoàng gia Thái Lan. Đô đốc Aphakonkiattiwong, hoàng tử của Chumphon, cũng xác nhận là có di vật này. Trong cái kết ở một phiên bản khác, nhà sư đã khuyên giải Nak rằng trong tương lai cô sẽ được đoàn tụ với người chồng yêu quý của mình, và vì thế Nak đã tự nguyện ra đi về thế giới bên kia.

## Ghi chép khác
Ghi chép về Mae Nak cổ xưa nhất là một bài báo được viết bởi K.S.R Kularb của báo Siam Prapet, xuất bản ngày 10 tháng 3 năm 1899. Tác giả đã dành ra một trang rưỡi để trả lời một độc giả của báo khi người này hỏi về "quỷ Nak". Bài báo cho rằng câu chuyện của Mae Nak diễn ra vào thời kỳ vua Rama III, nó dựa trên cuộc đời của Amdaeng Nak (อำแดง นา ก, "Cô Nak"), cô sống cùng người chồng tên Chum, ngôi nhà của họ nằm cạnh con kênh Phra Khanong. Nak qua đời khi cô đã mang thai. Sau đó, người chồng chôn vợ trong nghĩa trang của chùa Mahabusaya. Con trai của cô vì lo lắng rằng cha sẽ tái hôn và tài sản thừa kế của mình sẽ bị chia sẻ với mẹ kế, vì vậy anh đã đồn thổi về những câu chuyện ma. Để thuyết phục hơn, anh ta thuê nhiều người đàn ông ném đá vào tàu thuyền đi ngang qua nghĩa trang - nơi chôn cất mẹ mình, đồng thời mặc quần áo phụ nữ để hù họa người khác, làm cho mọi người tin rằng hồn ma Nak đã gây ra điều đó. Sau khi việc bị bại lộ, người con đã thừa nhận mọi chuyện.

## Miếu thờ Mae Nak
Miếu thờ Mae Nak được cho là nơi chôn cất thi thể hai mẹ con Mae Nak. Ngôi miếu được xây dựng vào cuối thời kỳ Ayutthaya và nằm trong khuôn viên chùa Wat Mahabut, nó nằm sát cạnh con kênh Khanong Phra. Trung tâm của ngôi miếu đặt tượng của Mae Nak bế đứa trẻ sơ sinh. Trang trí trong miếu trông giống như một ngôi nhà của cô, bên trong nó chứa các vật phẩm như vòng hoa, trang phục Thái, mỹ phẩm, tã giấy, bình sữa và đồ chơi cho trẻ em, chúng được các tín đồ đến cầu nguyên dâng tặng cho Mae Nak và con trai của cô. Những bức chân dung của Mae Nak được đặt trong khu vực trung tâm miếu thờ. Một bộ sưu tập trang phục đẹp dành cho cô được xếp phía sau bức tượng của Mae Nak.
Miếu được nhiều tín đồ thường xuyên cúng bái, họ thường đến đây để cầu xin Mae Nak che chở và giúp đỡ, thường là phụ nữ sẽ cầu được thụ thai hoặc sinh con dễ dàng. Chính vì nỗi bất hạnh của cô bị gây ra bởi việc đi lính, nên Mae Nak được cho là rất ghét hình thức này, người dân tin rằng nếu cầu xin Mae Nak, cô sẽ giúp cho họ thoát được việc phải đi nghĩa vụ quân sự. Vì sự linh thiêng của miếu thờ Mae Nak, những người chơi số đề hay tìm đến để xin số, họ sẽ xin số bằng cách đưa tay vào một cái lọ bằng đất sét, rút ra nhiều số, hoặc cào vào vỏ một cây bất kỳ trong miếu để tìm số. Ngoài ra, người ta còn tổ chức hẳn những chuyến du lịch tham quan miếu thờ Mae Nak.
Nhiều nghi lễ cúng bái cũng được thực hiện tại kênh Phra Khanong nằm cạnh miếu, ở đây cá sống được bày bán tại các gian hàng để khách có thế mua và phóng sinh xuống kênh. Nhiều gian hàng khác tại đền thờ bán đồ chơi, búp sen, nhang, tranh vẽ, vòng hoa,... dành cho những người muốn cúng bái. Sau thành công của bộ phim Tình Người Duyên Ma, một bộ phim dựa theo câu chuyện về Mae Nak ra mắt năm 2013 với nữ diễn viên chính Davika Hoorne, cũng là một tín đồ, đã tới miếu thờ Mae Nak và thực hiện một điệu nhảy kiểu Thái để tỏ lòng biết ơn linh hồn Nak sau khi doanh thu của bộ phim đạt 10 triệu USD. Cô tin rằng Mae Nak đã giúp đỡ để bộ phim đạt được thành công như vậy.

## Mae Nak trong văn hóa Thái
Câu chuyện về Mae Nek là chủ đề cho rất nhiều bộ phim điện ảnh, phim truyền hình và các ấn phẩm khác. Năm 1911, một vở nhạc kịch mang tên "E Nak Prakanong" đã tạo nên một cơn sốt với người dân Thái, một số chi tiết trong vở diễn đã trở thành đặc trưng kinh điển của câu chuyện về Mae Nak mỗi khi nó được nhắc tới, bao gồm cả tên người chồng là Mak. Bên cạnh đó là các tình tiết rùng rợn như việc Mae Nak giết chết người hàng xóm đi mách lẻo, và kéo dài cánh tay thon dài của mình để nhặt trái cây.
Có khoảng gần 30 bộ phim lấy cảm hứng từ câu chuyện của Mae Nek, trong đó bộ phim sớm nhất ra đời vào những năm 1930. Năm 1999, bộ phim Nang Nak sau khi công chiếu đã trở thành bộ phim có doanh thu cao nhất thời điểm bấy giờ. Gần đây nhất, năm 2013 bộ phim Tình người duyên ma dựa theo truyền thuyết về Mae Nek ra mắt khán giả, nó cũng nhanh chóng trở thành bộ phim ăn khách nhất trong lịch sử điện ảnh Thái Lan. Một số tác phẩm:
- Mae Nak Phra Khanong, phim Thái 1959[13]
- Mae Nak Khuen Chip, phim Thái 1960[14]
- Winyan Rak Mae Nak Phra Khanong, phim Thái 1962[15]
- Mae Nak Khanong Rak, phim Thái 1968[16]
- Mae Nak Phra Nakhon, phim Thái 1970[17]
- Mae Nak Phra Khanong, phim Thái 1973[18]
- Mae Nak Alawat, phim Thái 1973[19]
- Mae Nak Amerika, phim Thái 1975[20]
- Mae Nak Buk Tokiao, phim Thái 1976[21]
- Mae Nak Phra Khanong, phim Thái 1978[22]
- Sannya Chai Mae Nak Phra Khanong, phim Thái 1992[23]
- Mae Nak Choe Phi Pop (Mae Nak gặp Phi Pop), phim truyền hình Thái 1982[24]
- Nang Nak, phim Thái 1999 do Nonzee Nimibutr làm đạo diễn[25]
- Ghost of Mae Nak, phim Thái 2005 do đạo diễn người Anh Mark Duffield thực hiện[26]
- Mae Naak, (แม่นาก) một vở opera được sáng tác bởi Somtow Sucharitkul. Nó đã được công diễn lần đầu vào năm 2003 và năm 2005 tại Nhà hát Opera Bangkok, với giọng nữ cao Nancy Yuen là nữ chính và giọng nam trầm Kyu Won Han vai Maak, cả hai đều giữ vai chính trong cả hai năm công diễn. Vào năm 2011, vở opera một lần nữa được biểu diễn ở cả Bangkok và London.
- Nak (นาค), phim hoạt hình 2008 được đồ họa bằng máy tính.[27][28]
- Maenak Prakanong the Musical, vở nhạc kịch năm 2009 được đạo diễn bởi Takonkiet Viravan, với diễn viên Myria Benedetti và Anatpol Sirichumsang.[29]
- Mae Nak Patha Pop Sam Tua, vở hài kịch năm 2011.[30]
- Tình Người Duyên Ma (Pee Mak), (พี่มาก..พระโขนง), phim hài kinh dị sản xuất năm 2013 bởi hãng GMM Tai Hub.[31] Sau khi công chiếu tại Thái Lan từ cuối tháng 3 năm 2013, bộ phim lập tức gây được tiếng vang. Tính đến tháng 6 cùng năm, phim đã đạt mức doanh thu lên đến hơn 1 tỉ baht (33 triệu USD). Tình Người Duyên Ma được coi là bộ phim ăn khách nhất mọi thời đại của điện ảnh Thái Lan.[4]

Hình tượng Mae Nak, đôi khi khá hài hước, và rất phố biến trong truyện tranh Thái Lan và phim hoạt hình.

## Liên kết
1. 1 2 3  "The Role of Nang Nak in Thai Media and Imagination: Dangerous Ghost or Protective Goddess?". Taichi-exercises.com. ngày 2 tháng 10 năm 2010. Truy cập ngày 8 tháng 7 năm 2013.
2. 1 2 3 4 5  Jamnong Srinual and Prajak Pornprasertthavorn (Ąş) email= prajak@usa.net, Thailand tel: +66 (2) 6817272 (ngày 23 tháng 7 năm 1999). "The Legend of Mae Nak Prakanong". Sarakadee.com. Truy cập ngày 7 tháng 7 năm 2013. {{Chú thích web}}: |author= có tên chung (trợ giúp)Quản lý CS1: tên số: danh sách tác giả (liên kết)
3. 1 2  Siraporn Nathalang (editor), Thai Folklore: Insights Into Thai Culture, Chulalongkorn University Press, 2000, ISBN 978-974-346-046-3.
4. 1 2 3  Chủ nhật, 30/6/2013 08:33 GMT+7 (ngày 30 tháng 6 năm 2013). "'Pee Mak' hút gần 100.000 khán giả tại Việt Nam". Giaitri.vnexpress.net. Truy cập ngày 10 tháng 7 năm 2013.{{Chú thích web}}:  Quản lý CS1: tên số: danh sách tác giả (liên kết)
5. ↑  หนาด (Blumea balsamifera (L.) DC.) Lưu trữ ngày 14 tháng 7 năm 2012 tại archive.today (tiếng Thái)
6. ↑  เจนจบ ยิ่งสุมล. (ตุลาคม 2553). ๑๓๐ ปี ไม่มีวันตาย พลเรือเอกพระบรมวงศ์เธอ กรมหลวงชุมพรเขตอุดมศักดิ์. สำนักพิมพ์ DK พับลิชิ่ง. ISBN 978-616-7327-07-5. หน้า 45
7. 1 2  "Mae Nak Shrine in Bangkok". Bangkok.com. Truy cập ngày 7 tháng 7 năm 2013.
8. ↑  "Mê tín dị đoan ở Thái Lan: "Xin hồn cho con trúng số đề" !". Danviet.vn. ngày 24 tháng 1 năm 2013. Bản gốc lưu trữ ngày 3 tháng 7 năm 2013. Truy cập ngày 7 tháng 7 năm 2013.
9. ↑  "Tình người duyên ma: Đến ma cũng phải cười!". Phunuonline.com.vn. Truy cập ngày 11 tháng 7 năm 2013.
10. ↑  Hanyarat Doksone và Papitchaya Boonngok (ngày 16 tháng 5 năm 2013). "Thai ghost film remake appeals with funny twist". Associated Press. Bản gốc lưu trữ ngày 25 tháng 6 năm 2013. Truy cập ngày 14 tháng 7 năm 2013.
11. ↑  "Mae Nak movies and TV series". Topicstock.pantip.com. ngày 17 tháng 6 năm 2011. Truy cập ngày 7 tháng 7 năm 2013.
12. ↑  "Mae Nak Through The Years". Bangkokpost.com. ngày 27 tháng 3 năm 2013. Truy cập ngày 7 tháng 7 năm 2013.
13. ↑  "''Mae Nak Phra Khanong'' (1959) poster". Truy cập ngày 7 tháng 7 năm 2013.
14. ↑  "''Mae Nak Kheun Chip'' movie poster". Truy cập ngày 7 tháng 7 năm 2013.
15. ↑  "''Vinyan Rak Mae Nak Phra Khanong'' movie poster". Bản gốc lưu trữ ngày 30 tháng 6 năm 2015. Truy cập ngày 7 tháng 7 năm 2013.
16. ↑  "''Mae Nak Khanong Rak'' movie poster". Truy cập ngày 7 tháng 7 năm 2013.
17. ↑  "''Mae Nak Phra Nakhon'' poster". Truy cập ngày 7 tháng 7 năm 2013.
18. ↑  "''Mae Nak Phra Khanong'' (1973) poster". Truy cập ngày 7 tháng 7 năm 2013.
19. ↑  "''Mae Nak Alawat'' poster". Bản gốc lưu trữ ngày 30 tháng 6 năm 2015. Truy cập ngày 7 tháng 7 năm 2013.
20. ↑  "''Mae Nak Amerika'' 1975 poster". Truy cập ngày 7 tháng 7 năm 2013.[liên kết hỏng]
21. ↑  "''Mae Nak Buk To Kiao'' movie poster". Truy cập ngày 7 tháng 7 năm 2013.
22. ↑  "''Mae Nak Phra Khanong'' (1978) poster". Truy cập ngày 7 tháng 7 năm 2013.
23. ↑  "''Sannya Chai Mae Nak Phra Khanong'' (1992) poster". Bản gốc lưu trữ ngày 30 tháng 6 năm 2015. Truy cập ngày 7 tháng 7 năm 2013.
24. ↑  "''Mae Nak Cheu Phi Pop'' poster". Truy cập ngày 7 tháng 7 năm 2013.
25. ↑  "1990s decade". Thaiworldview.com. Truy cập ngày 7 tháng 7 năm 2013.
26. ↑  "Ghost of Mae Nak - Movie poster". Truy cập ngày 7 tháng 7 năm 2013.
27. ↑  "Nak movie". Thailand-uk.com. ngày 20 tháng 9 năm 2008. Bản gốc lưu trữ ngày 30 tháng 6 năm 2015. Truy cập ngày 7 tháng 7 năm 2013.
28. ↑  BangkokPost.com
29. ↑  Rachadalai.com Lưu trữ ngày 30 tháng 5 năm 2012 tại Wayback Machine, Maenak Prakanong the Musical official website
30. ↑  Maenak Patha Pop Sam Tua[liên kết hỏng]
31. ↑  4 เม.ย. 56 14.16 น. (ngày 21 tháng 12 năm 2011). "พี่มากพระโขนง". Movie.sanook.com. Truy cập ngày 7 tháng 7 năm 2013.{{Chú thích web}}:  Quản lý CS1: tên số: danh sách tác giả (liên kết)
32. ↑  "Mae Nak comic". Kuk-kuk-koo.exteen.com. Bản gốc lưu trữ ngày 5 tháng 11 năm 2012. Truy cập ngày 7 tháng 7 năm 2013.
33. ↑  "Mae Nak comic image". Bản gốc lưu trữ ngày 3 tháng 3 năm 2016. Truy cập ngày 7 tháng 7 năm 2013.
34. ↑  "Mae Nak comic". Bản gốc lưu trữ ngày 1 tháng 7 năm 2015. Truy cập ngày 7 tháng 7 năm 2013.
35. ↑  "Nang Nak Kab 3 Puan". Bản gốc lưu trữ ngày 3 tháng 2 năm 2013. Truy cập ngày 7 tháng 7 năm 2013.

### Tư liệu
- Love Legend of Mae Nak Lưu trữ ngày 24 tháng 9 năm 2015 tại Wayback Machine
- Mae nak phra khanong
- Mae Nak Movie posters Lưu trữ ngày 17 tháng 9 năm 2017 tại Wayback Machine
- Mae Nak in cinema